# Margarete Tiesel
Margarete Tiesel (ur. 22 lutego 1959 w Wiedniu) – austriacka aktorka filmowa.

## Filmografia
seriale
- 2000: Trautmann jako pani Blauensteiner
- 2005: Jednostka specjalna "Dunaj" jako dozorczyni

film
- 1999: Nordrand
- 2011: Der Winzerkrieg jako Gabi Quast
- 2012: Raj: miłość jako Teresa
- 2019: Złota Rękawiczka jako Gerda Voss

## Nagrody i nominacje
Za rolę Teresy w filmie Raj: miłość (2012) Ulricha Seidla została nominowana do Europejskiej Nagrody Filmowej dla najlepszej aktorki.